# لا میسا (نیویورک)
لا میسا (به انگلیسی: La Mesa) یک منطقهٔ مسکونی در ایالات متحده آمریکا است که در نیومکزیکو واقع شده‌است. لا میسا ۷۲۸ نفر جمعیت دارد و ۱٬۱۶۵٫۸۷ متر بالاتر از سطح دریا واقع شده‌است.